# St. Georg (Loccum)

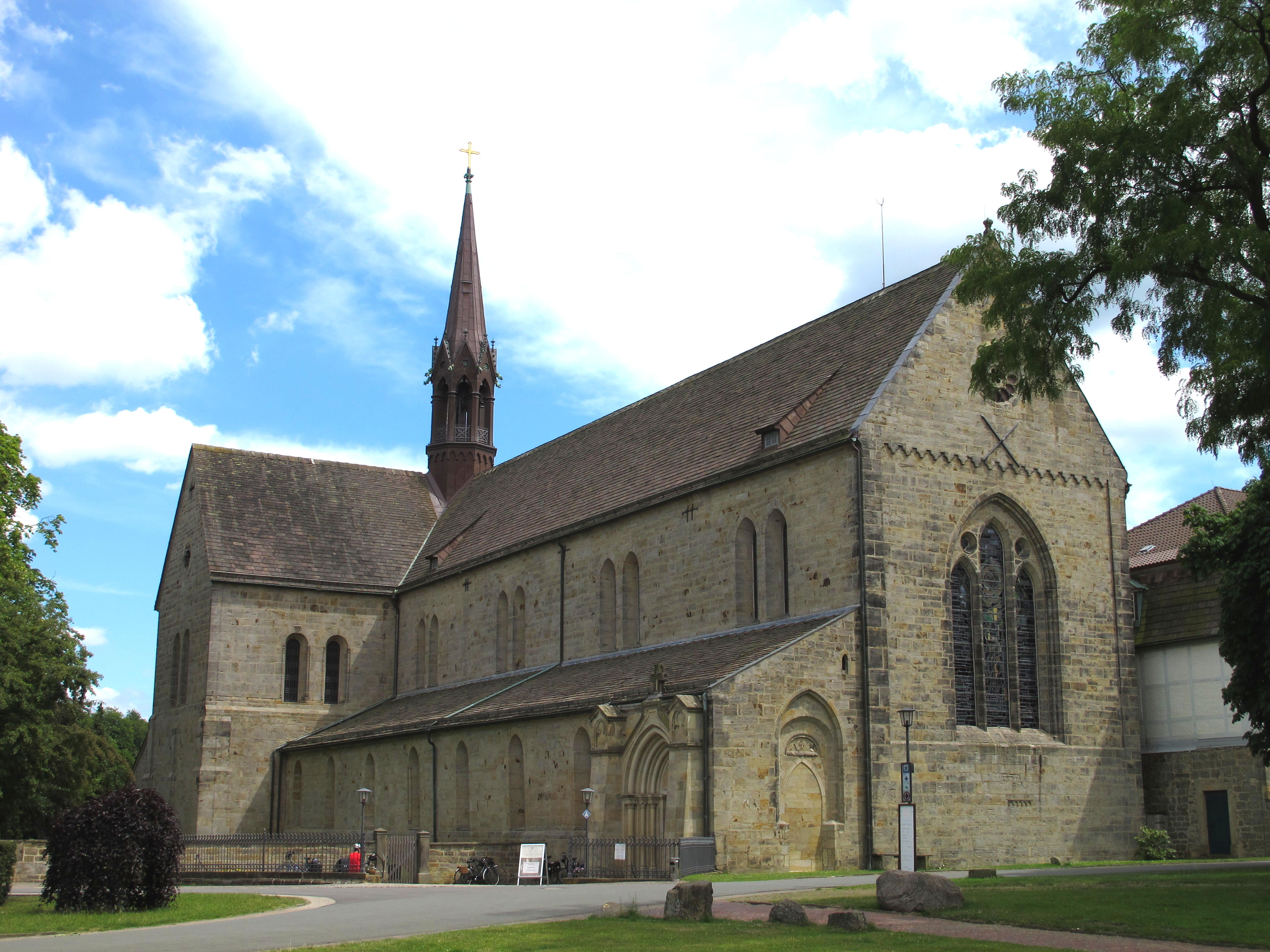
St. Georg

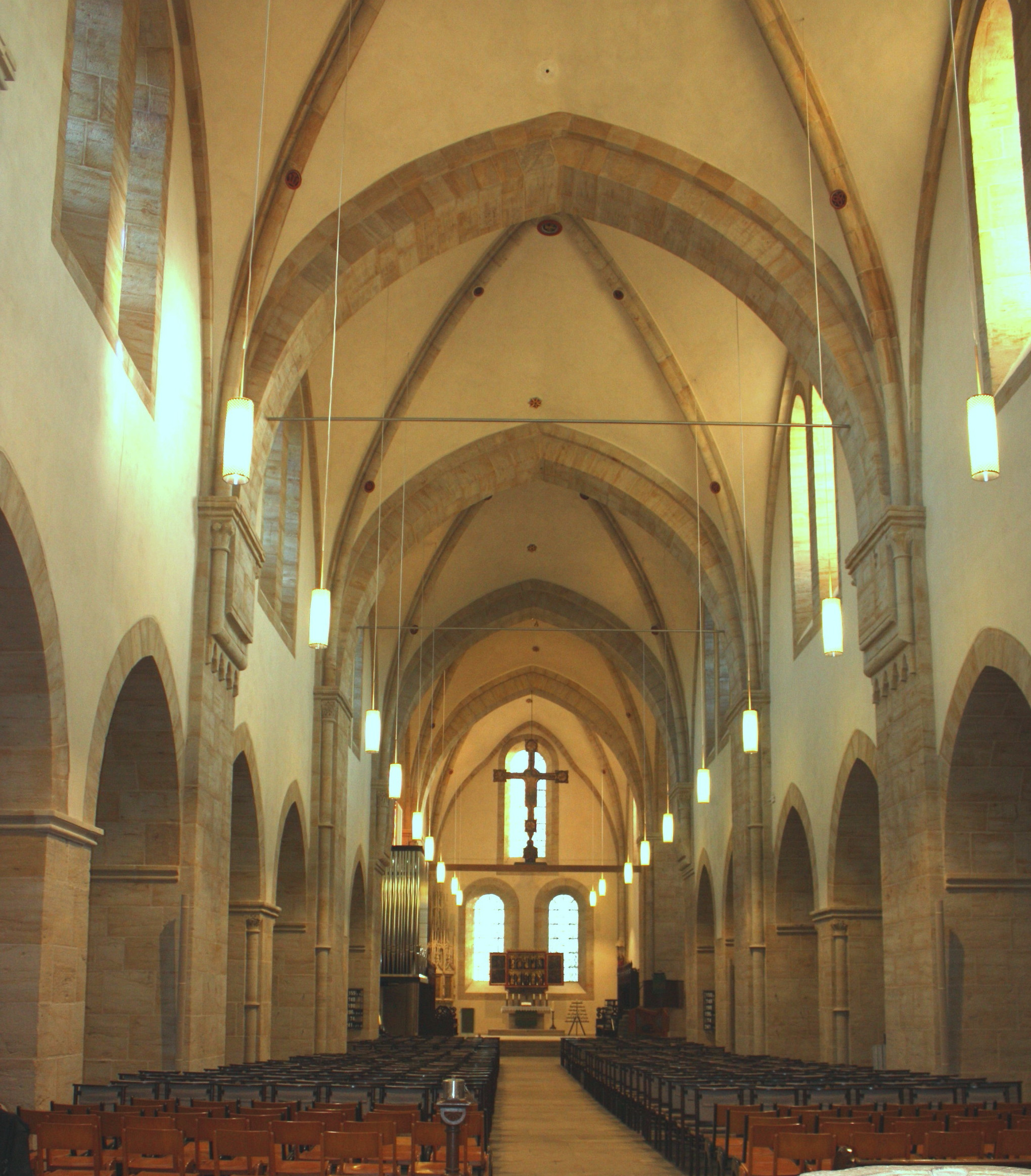
Innenansicht

Die evangelisch-lutherische, denkmalgeschützte Pfarrkirche St. Georg in Loccum, einem Ortsteil von Rehburg-Loccum im Landkreis Nienburg/Weser in Niedersachsen, ist die ehemalige Klosterkirche des Klosters Loccum. Die Kirchengemeinde gehört zum Kirchenkreis Stolzenau-Loccum im Sprengel Hannover der Evangelisch-lutherischen Landeskirche Hannovers.

## Geschichte
Der Bauverlauf der spätromanischen ehemaligen Zisterzienser-Klosterkirche und heutigen Pfarrkirche erfolgte in den Jahren von 1230/40 bis 1280 von Ost nach West. Die Außenwandverkleidung mit Sandsteinquadern lässt in den Veränderungen der sparsamen Gliederung den Bauverlauf von Ost nach West erkennen. Bereits 1244 erfolgte die Weihe des Marienaltars im nördlichen Querschiff. 1249, 1276 und 1277 wurden Ablassbriefe zugunsten des Kirchenbaus ausgegeben. 1848–54 wurden unter der Leitung von Conrad Wilhelm Hase der mit Fialen geschmückte Dachreiter über der Vierung vereinfacht, das an der nördlichen Seite liegende Portal unter Wahrung der architektonischen Struktur erneuert, die Kapellen im Querschiff vermauert, steinerne Emporen in die Flügel des Querschiffs eingebaut und teilweise die Ornamente geändert, ferner wurde der Lettner aufgegeben und die Kirchenausstattung neu konzipiert. Nach dem Brand von 1947 wurde die Ausstattung in den fünfziger Jahren des 20. Jahrhunderts abermals verändert.

## Architektur
Die Kreuzbasilika aus einem Mittelschiff, zwei Seitenschiffen und einem Querschiff folgt weitgehend dem Vorbild der Abteikirche Fontenay in Burgund. Dem Langhaus mit seinen vier quadratischen Mittelschiffsjochen sind in den Seitenschiffen dem gebundenen System folgend jeweils zwei kreuzgratgewölbte Joche zugeordnet. Entsprechend sind auch die Vierung, die Querschiffjoche und das Joch des gerade schließende Chors nahezu quadratisch. Die Obergaden in den Wänden des Mittelschiffs haben schlanke gekuppelte Lanzettfenster, die Fenster in den Seitenschiffen sind einfach. Der Westabschluss ist als Schaufassade gestaltet. Eine Fenstergruppe aus drei gestaffelten Lanzettfenstern und zwei Okuli ist von einer spitzbogigen Blende umschlossen. In der Westmauer des nördlichen Seitenschiffs befindet sich ein vermauertes spitzbogiges Portal, das heutige Portal mit einem Gewände zwischen Pilastern ist in der Nordmauer. Durch umlaufende doppelgeschossige Reihen von Arkaden ist der Innenraum architektonisch gegliedert. Die Gewölberippen im Mittelschiff und im Querhaus ruhen auf Diensten, die Gurtbögen auf rechteckigen Wandvorlagen.

## Ausstattung
Ein seltenes Ausstattungsstück noch aus der Bauzeit der Kirche um die Mitte des 13. Jahrhunderts ist der hölzerne Reliquienaltar, heute im Südquerschiff ausgestellt. In der Geschichte des Altarretabels ist er ein wichtiges Bindeglied zwischen den frühen, auch oft auf oder hinter dem Altartisch stehenden Reliquienschreinen und den ja als Altarschrein bezeichneten und Architekturelemente enthaltenden Altaraufsätzen der Gotik. Die Fassung stammt allerdings vollständig aus der Mitte des 19. Jahrhunderts.
Aus der Frühzeit stammt auch das doppelseitig bemalte Triumphkreuz. Da seine Vorderseite ebenfalls im 19. Jahrhundert komplett erneuert wurde, hat man es umgedreht, sodass die Seite der originalen Malerei mit den Darstellungen der Evangelistensymbole an den Enden der Kreuzbalken jetzt nach Westen, ins Langhaus zeigt.
Teile des Chorgestühls aus dem 13. Jahrhundert, in dem Motive der Ornamente des Altarretabels und des Triumphkreuzes verarbeitet sind, wurden im 19. Jahrhundert neu zusammengesetzt.
Auch der Dreisitz aus Eiche gehört in die Entstehungszeit der Kirche.
Den heutigen Hochaltar schmückt ein Retabel mit Figuren aus der Werkstatt des Meisters von Osnabrück, um 1520–25, das ehemals zum Laienaltar gehörte. Seine gemalten Flügel, auf der Innenseite mit Passionsszenen, außen mit Darstellungen Christi im Limbus und der Auferstehung versehen, wurden im 17. Jahrhundert angefügt.
Der Marienaltar im Südquerhausarm aus dem frühen 16. Jahrhundert enthält als Zentralbild ein geschnitztes Relief der Madonna, umgeben von der Heiligen Sippe. Hier wurden die Flügel im 19. Jahrhundert neu bemalt.
Die Mondsichelmadonna mit erneuerter Fassung wird um 1500 geschnitzt worden sein.
In einem Winkel des Chors ragt ein Sakramentshaus aus der späten Gotik mit seiner Fialenarchitektur in die Höhe.
Ein aufwändiges, 1601 in Sandstein gehauenes Taufbecken ist von Reliefs Christi mit 11 Aposteln umgeben.
Die Geschichte der Orgeln reicht zurück in das 14. Jahrhundert. Das erste, größere Orgelwerk wurde 1417 erbaut, unter Verwendung von Material des ersten, kleinen Instruments. 1599 erbaute der Orgelbauer Andreas de Mare die dritte Orgel, die im 18. und 19. Jahrhundert erweitert und in einem neuen Gehäuse untergebracht wurde. 1947 wurde das Instrument beim Brand der Kirche vernichtet. 1956 errichtete der Orgelbauer Paul Ott eine neue Orgel mit 40 Registern, verteilt auf drei Manuale und ein Pedal, deren Rückpositiv erst 1963 fertiggestellt wurde. 2011 wurde diese Orgel durch einen Neubau der Werkstatt Orgelbau Romanus Seifert & Sohn ersetzt. Dieses Instrument hat 37 Register auf drei Manualen und Pedal.

### Grabmäler und Epitaphe (Auswahl)
Zahlreiche, oft figürlich aufwändige Grabmäler und Epitaphe zeugen von der Beliebtheit der Klosterkirche als Grablege für Adel und Geistlichkeit.
- Doppelepitaph für Clamor von Münchhausen († 1561) und Elisabeth, geb. v. Landberg († 1581) von Ebert Wolf dem Älteren, mit reichem Beschlagwerk- und Rollwerkdekor,
- Gerhard Wolter Molanus (1633–1722), Abt des Klosters Loccum,
- Justus Christoph Böhmer (1732),
- Georg Wilhelm Ebell († 1770), Abt des Klosters Loccum.

### Orgel
Die Geschichte der Orgeln reicht zurück in das 14. Jahrhundert. Das erste, größere Orgelwerk wurde 1417 erbaut, unter Verwendung von Material des ersten, kleinen Instruments. 1599 erbaute der Orgelbauer Andreas de Mare die dritte Orgel, die im 18. und 19. Jahrhundert erweitert und in einem neuen Gehäuse untergebracht wurde. 1947 wurde das Instrument beim Brand der Kirche vernichtet. 1956 errichtete der Orgelbauer Paul Ott eine neue Orgel mit 40 Registern, verteilt auf drei Manuale und ein Pedal, deren Rückpositiv erst 1963 fertiggestellt wurde. 2011 wurde diese Orgel durch einen Neubau der Werkstatt Orgelbau Romanus Seifert & Sohn ersetzt. Dieses Instrument hat 37 Register auf drei Manualen und Pedal.